# Mecaphesa velata
Mecaphesa velata es una especie de araña cangrejo del género Mecaphesa, familia Thomisidae, orden Araneae.

## Distribución
Esta especie se encuentra en Estados Unidos: Hawái.

## Taxonomía
Fue descrita científicamente por Simon en 1900.
Tratamiento taxonómico
La especie aparece registrada y publicada en Arachnida. in: Fauna Hawaiiensis, or the zoology of the Sandwich Isles: being results of the explorations instituted by the Royal Society of London promoting natural knowledge and the British Association for the Advancement of Science. Volume II, Part V. Sharp, D. (ed.) University Press, Cambridge pp. 443–519, pl. 15–21.